# Spodoptera evanida
Spodoptera evanida är en fjärilsart som beskrevs av William Schaus 1914. Spodoptera evanida ingår i släktet Spodoptera och familjen nattflyn. Inga underarter finns listade i Catalogue of Life.